# Floribeth Mora Diaz

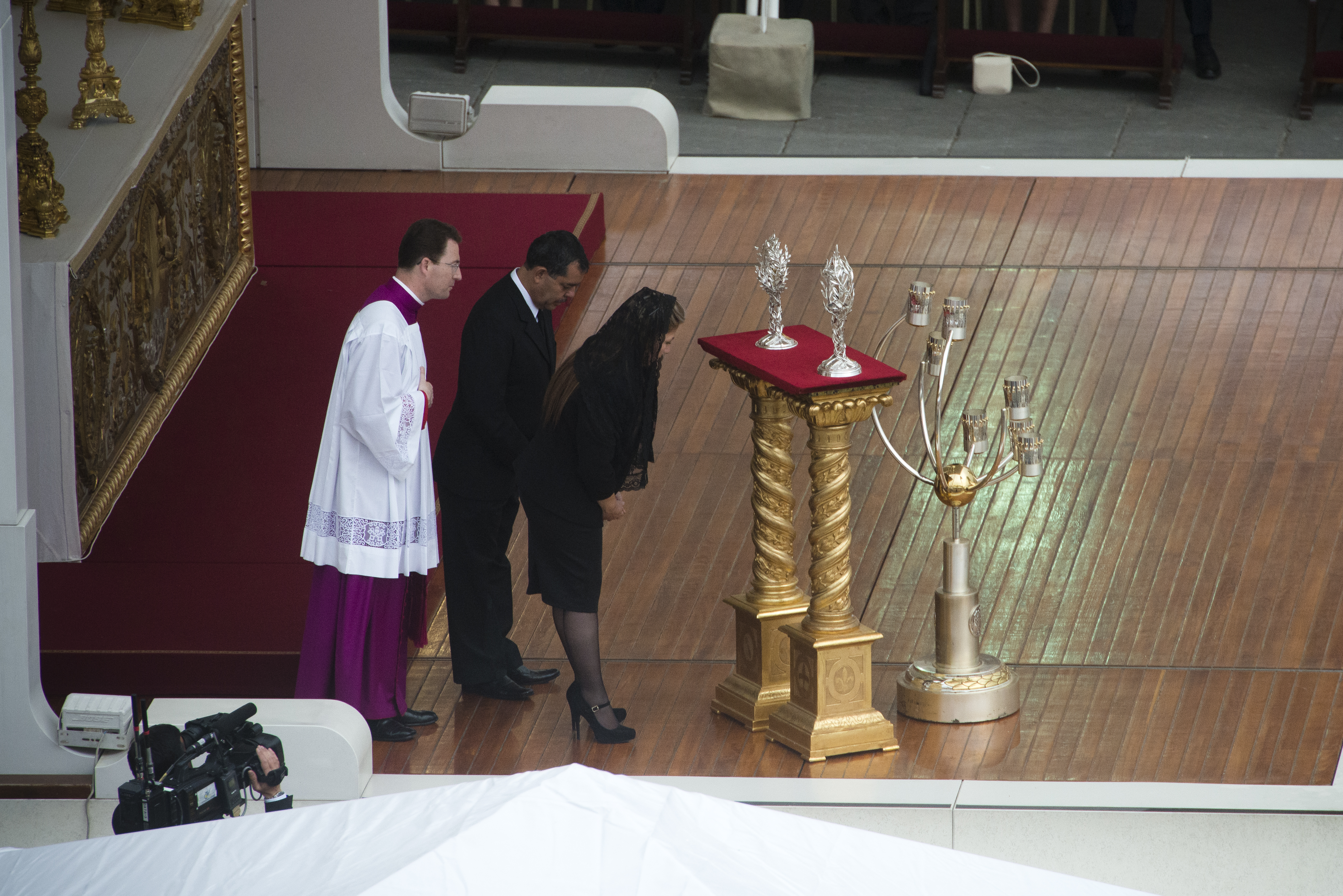
Floribeth Mora Diaz oddająca hołd relikwii św Jana Pawła II

Floribeth Mora Diaz (ur. 19 czerwca 1963 w San José) – kostarykańska prawniczka mieszkająca w Dulce Nombre nieopodal Tres Rìos – stolicy kostarykańskiego kantonu La Unión (ok. 12 km na wschód od San José – stolicy Kostaryki). Jej całkowite uleczenie z tętniaka mózgu zostało uznane przez Kościół katolicki jako cud za sprawą wstawiennictwa papieża Jana Pawła II, co było koniecznym warunkiem do kanonizacji, która odbyła się  27 kwietnia 2014.

## Życiorys
Studiowała prawo, została administratorką rodzinnej firmy.
W kwietniu 2011 roku doznała silnego krwotocznego udaru mózgu. Po natychmiastowym przewiezieniu do szpitala i intensywnym, trwającym trzy godziny, zabiegu ratującym życie lekarze zdiagnozowali u niej tętniaka mózgu. Jednocześnie poinformowali, że usadowił się on w jego bardzo newralgicznej części i nie sposób go usunąć bez spowodowania bezpośredniego zagrożenia życia. Nie dawali rodzinie kobiety nadziei na jej uzdrowienie, stwierdzając, że pozostał jej miesiąc życia.
Kostarykanka poprosiła rodzinę o modlitwę w jej intencji. Począwszy od Wielkiej Soboty jej mąż Edwin oraz pozostali członkowie rodziny codziennie odmawiali różaniec. Swoje prośby o uzdrowienie najbliższej im osoby kierowali do Boga za wstawiennictwem Jana Pawła II. Po powrocie do domu Floribeth Mora Diaz mogła już jedynie leżeć na łóżku, gdyż była częściowo sparaliżowana. 1 maja 2011 roku obejrzała transmisję telewizyjną z nabożeństwa beatyfikacyjnego Jana Pawła II. Zaczęła się do niego modlić z prośbą o uzdrowienie, po czym zasnęła. Gdy się obudziła, usłyszała głos: „Podnieś się. Nie lękaj się”. Poczuła się zdecydowanie lepiej, mogła nawet wstać z łóżka o własnych siłach. Przeprowadzone niedługo po tym zdarzeniu badania diagnostyczne wykazały, iż kobieta nie ma już tętniaka mózgu. Było to niewytłumaczalne z medycznego punktu widzenia.
5 lipca 2013 roku papież Franciszek formalnie uznał cud, zatwierdzony wcześniej w głosowaniach w komisjach lekarzy, teologów oraz kardynałów i biskupów w Kongregacji Spraw Kanonizacyjnych. Po dokładnej analizie materiałów stwierdzono, że nastąpiło cudowne uzdrowienie Floribeth Mory Diaz, które odbyło się za wstawiennictwem Jana Pawła II. Był to kluczowy moment dla procesu kanonizacyjnego, gdyż ogłaszając dekret w sprawie zatwierdzenia drugiego cudu przypisywanego wstawiennictwu Jana Pawła II, papież Franciszek otworzył tym samym drogę do jego kanonizacji. Przez przypadek w tym samym czasie, gdy papież podpisywał dekret, w Biurze Prasowym Stolicy Apostolskiej miała miejsce pierwsza, oficjalna prezentacja jego pierwszej encykliki – Lumen fidei.
Oficjalne zatwierdzenie cudu przez Stolicę Apostolską było poprzedzone bardzo żmudnymi badaniami przeprowadzonymi przez wielu lekarzy, w tym neurologów.
Floribeth Mora Diaz wzięła udział w kanonizacji Jana Pawła II oraz Jana XXIII, podczas której niosła do ołtarza relikwiarz zawierający ampułkę z krwią św. Jana Pawła II.
W dniach 2 maja-17 czerwca 2014 Floribeth Mora Diaz przebywała w Polsce, gdzie odwiedziła miejsca związane ze św. Janem Pawłem II m.in.: Warszawę, Wadowice, Kraków (Łagiewniki), Częstochowę, Sanok, Rzeszów i Zakopane.